# قصريك (سلماس)
قصريك هي قرية في مقاطعة سلماس، إيران. يقدر عدد سكانها بـ 207 نسمة بحسب إحصاء 2016.